# Anne McCaffrey

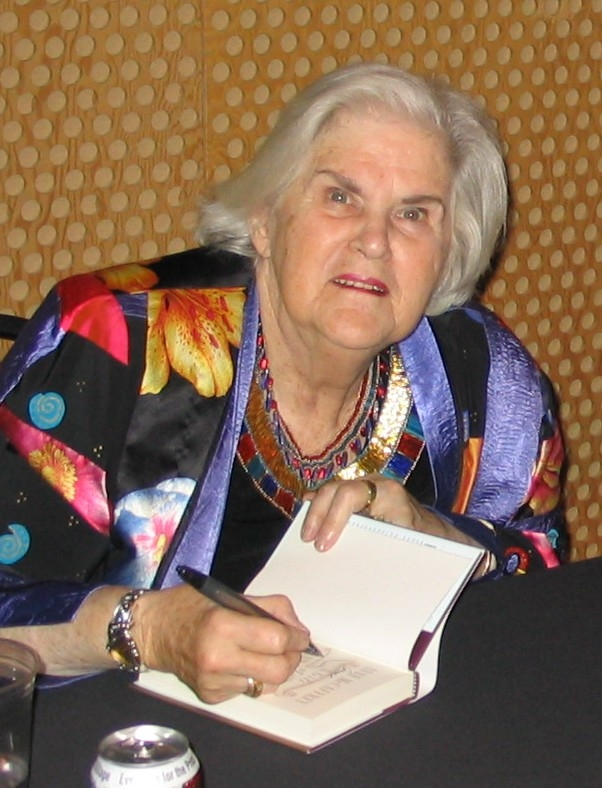
Anne McCaffrey

Anne McCaffrey Inez (n. 1 aprilie 1926, Cambridge, Massachusetts - d. 21 noiembrie 2011, Wicklow, Irlanda)  a fost o autoare de romane science-fiction și fantasy, cel mai bine cunoscută pentru seria Dragonriders of Pern. 

## Opere (selecție)
Seria Acorna
Scrisă în colaborare cu Margaret Ball și Elizabeth Ann Scarborough.
- Acorna: The Unicorn Girl
- Acorna's People
- The Unicorn Girl: The Illustrated Adventures
- Acorna's Quest
- Acorna's World
- Acorna's Search
- Acorna's Rebels
- Acorna's Triumph

Antologii
- Get Off The Unicorn
- The Girl Who Heard Dragons
- Alchemy & Academe
- A Gift of Dragons
- Serve it Forth: Cooking with Anne McCaffrey

Seria Brain & Brawn Ship
Scrisă în colaborare cu Margaret Ball, Mercedes Lackey, S.M. Stirling și Jody Lynn Nye.
- The Ship Who Sang
- Partnership
- The Ship Who Searched
- The City Who Fought
- The Ship Who Won
- The Ship Avenged
- Brain Ships
- The Ship Who Saved the Worlds
- The City and the Ship

Seria Crystal Singer
- Crystal Singer
- Killashandra
- Crystal Line

Seria Dinosaur Planet
Scrisă în colaborare cu Jody Lynn Nye și Elizabeth Moon.
- Dinosaur Planet Survivors
- Dinosaur Planet
- Sassinak
- The Death of Sleep
- Generation Warriors
- The Planet Pirates
- The Mystery of Ireta

Seria Doona
Scrisă în colaborare cu Jody Lynn Nye.
- Doona
- Decision at Doona
- Crisis On Doona
- Treaty at Doona

Seria Freedom
- Freedom's Landing
- Freedom's Choice
- Freedom's Challenge
- Freedom's Ransom

Romane stabilite în Pern
- Moreta: Dragonlady of Pern
- The Chronicles of Pern: First Fall
- Nerilka's Story
- Dragonsdawn
- The Renegades of Pern
- All The Weyrs Of Pern
- The Dolphins of Pern
- Dragonseye
- The Masterharper of Pern
- The Skies of Pern
- Dragon's Kin

Trilogia Pern
- Dragonflight , Rapp & Whiting 1969
- The White Dragon , Ballantine (Reeditare) 1981
- Dragonquest , Corgi Adult 1982

Compilații Pern
- Dragonriders of Pern
- On Dragonwings

## Premii SF
- Hugo 1968, pentru nuvela În căutarea lui Weyr (Weyr Search)
- Nebula 1968, pentru nuvela Călăreț de dragon (Dragonrider)